# Chlorytyzacja
Chlorytyzacja – proces zachodzący w skorupie ziemskiej, prowadzący do przeobrażenia minerałów zawierających żelazo I magnez (np. biotytu, amfibolu, piroksenu, granatu) w chloryty. Przebiega pod wpływem procesów hydrotermalnych w niższych temperaturach, wietrzenia lub niektórych procesów metamorficznych. Skały mają barwę zielonawą.